# Adelsverein

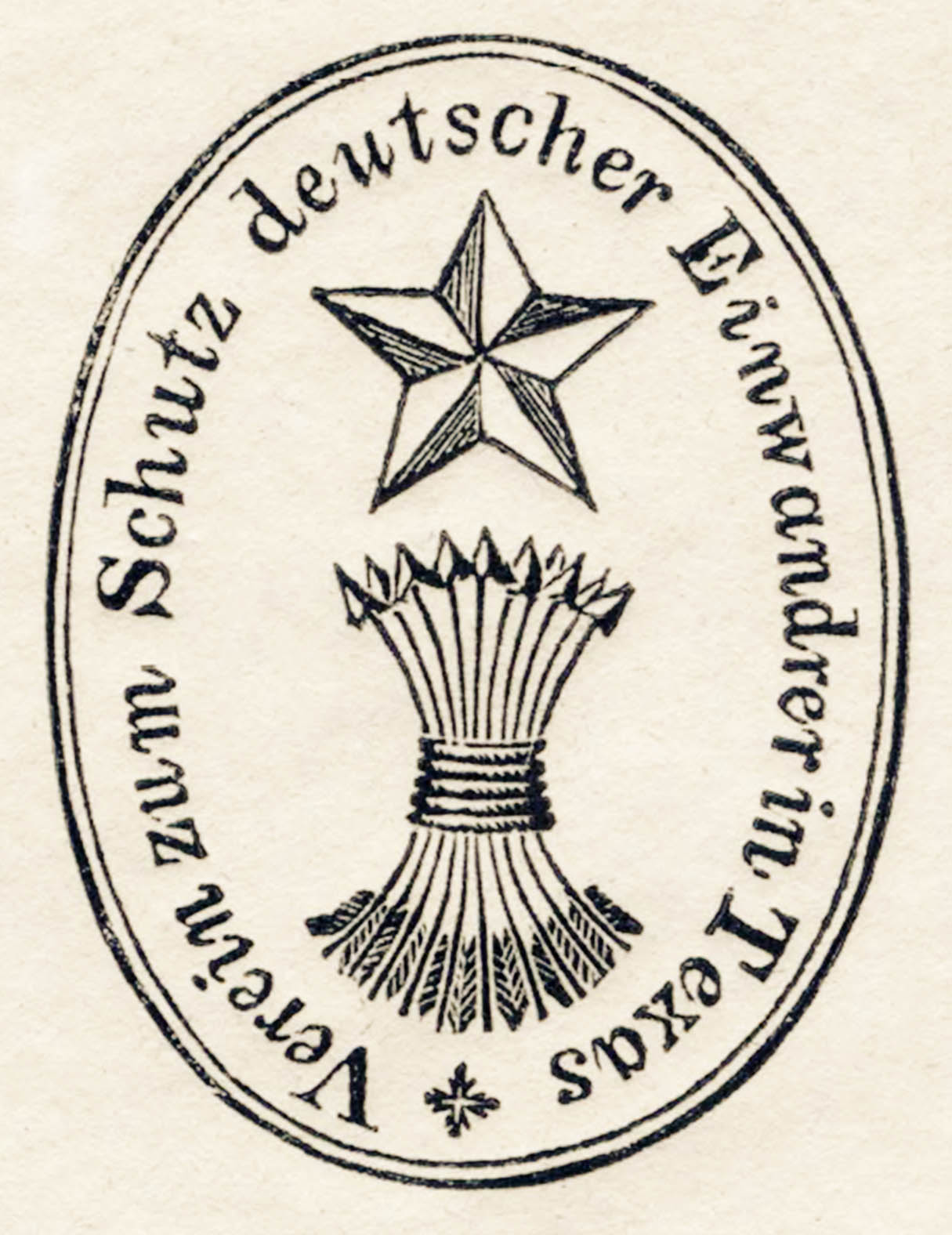
Logo della Verein zum Schutze Deutscher Einwanderer in Texas

La Mainzer Adelsverein at Biebrich am Rhein (Verein zum Schutze Deutscher Einwanderer in Texas, "Società per la Protezione degli Immigrati Tedeschi in Texas"), meglio nota come Mainzer Adelsverein ("Nobile Società di Magonza"), fondata il 20 aprile 1842, fu un tentativo di stabilire una colonia tedesca nelle Americhe entro i confini del Texas.

## Storia

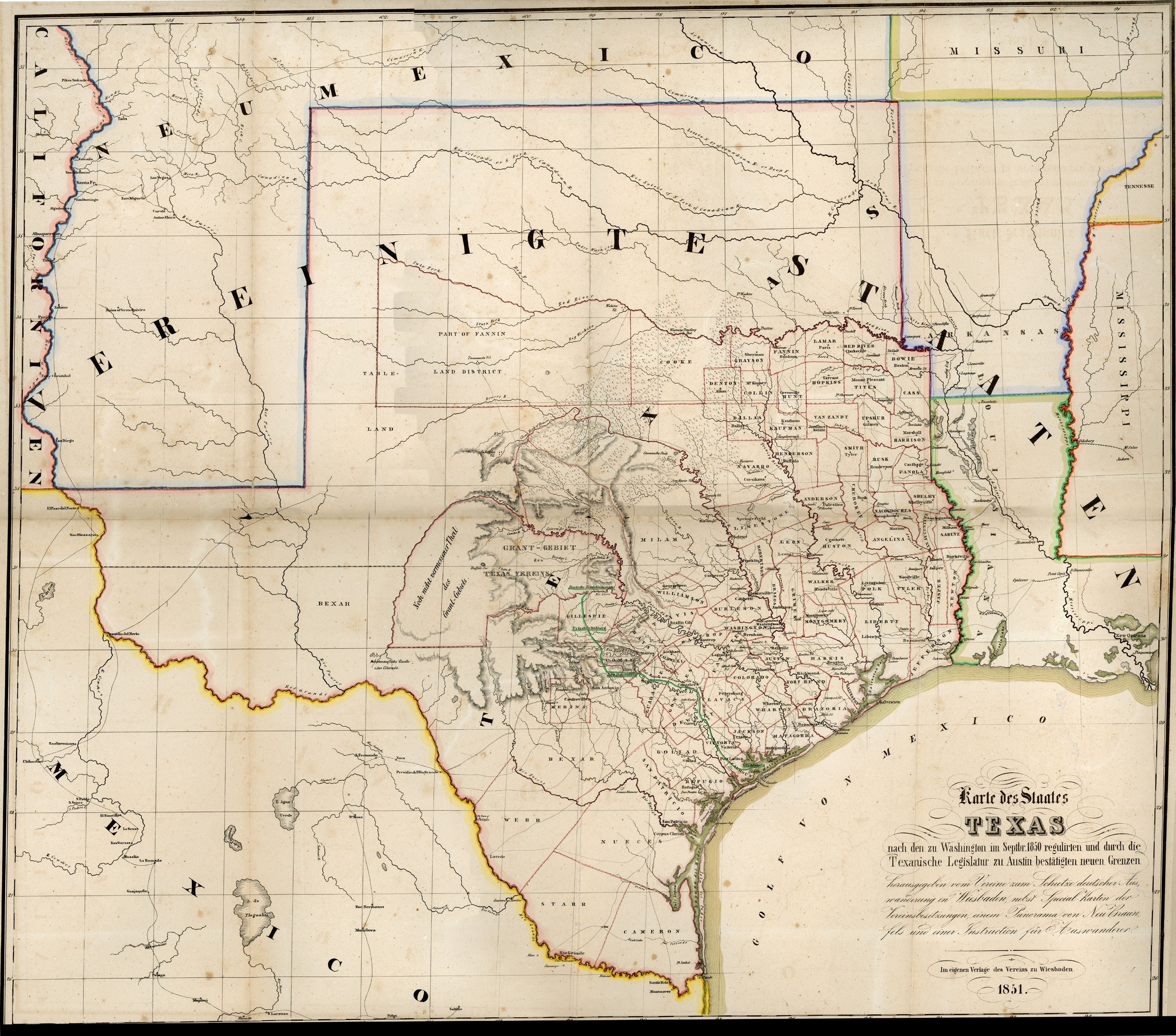
Adelsverein, Karte des Staates Texas, 1851

La Adelsverein venne fondata il 20 aprile 1842 da ventun nobili tedeschi a Biebrich sul Reno. Questi si riunirono al castello del duca di Nassau, il futuro Adolfo di Lussemburgo, il quale venne nominato protettore della società. In Germania, la società era nota col nome di Mainzer Adelsverein dalla città di Magonza (in tedesco Mainz) dove essa venne ufficialmente registrata. La società rappresentava quanti concretamente si stavano impegnando per formare una colonia tedesca in Texas e ne avrebbero organizzato un'emigrazione di massa. La terra destinata agli emigranti sarebbe stata acquistata dalla Adelsverein e concessa dalla Repubblica del Texas.
Il 9 gennaio 1843, il conte Ludwig Joseph von Boos-Waldeck acquistò più di 17.000 km2 di territorio americano che venne rinominato Nassau Plantation nella Contea di Fayette al prezzo di 0.75 dollari ad acro e la chiamò così in onore del duca di Nassau, patrono della cordata imprenditoriale. Venticinque schiavi vennero acquistati e portati a lavorare nella proprietà, considerata una prima base per poi farvi arrivare degli immigrati tedeschi. Quando il principe Carlo di Solms-Braunfels si recò personalmente ad ispezionare la piantagione nel 1844 raccomandò all'associazione di disfarsi della proprietà piuttosto che associarsi agli schiavisti. Gustav Dresel, l'agente di commercio della Adelsverein, vendette la piantagione di Nassau il 28 luglio 1848, a Otto von Roeder. Von Roeder era stato il primo colono a giungere a Shelby (Texas), nel 1841, l'anno precedente alla fondazione dell’Adelsverein in Germania, e tre anni prima che la stessa associazione inviasse i primi coloni in Texas. Von Roeder era immigrato in Texas dalla Vestfalia e non era in alcun modo affiliato all'associazione tedesca. La comunità di Shelby aveva preso il suo nome da David Shelby, uno degli the Old Three Hundred sotto Stephen F. Austin. Shelby divenne poi sede di molti dei coloni della Adelsverein nel 1845, ma non venne fondata dall'organizzazione.
Il principe Carlo venne nominato commissario generale dell’Adelsverein nel maggio del 1844 per dirigere la colonia in Texas. Ciascuna famiglia doveva depositare 600 gulden (300 gulden a persona) alla Adelsverein per coprire le spese di trasporto e assegnazione della terra nella colonia e disponeva di un credito disponibile sino al primo raccolto utile e produttivo. I primi immigrati dell’Adelsverein giunsero invece a Galveston nel luglio del 1844. Questi si portarono poi a Indianola dal dicembre del 1844, muovendosi sempre più nell'entroterra verso i terreni acquisiti dalla compagnia presso Comal Springs. Il principe di Solms nominò questa prima colonia New Braunfels in onore della sua patria di origine.
Henry Francis Fisher e Burchard Miller vendettero i loro terreni alla compagnia il 22 giugno 1844. Questa concessione venne pensata per ottenere più terre da concedere ai coloni tedeschi in Texas ed attirare ancora più persone. Dopo che il principe di Solms fece ritorno in Germania, John O. Meusebach venne nominato commissario generale dell’Adelsverein nell'aprile del 1845. Questi fondò il primo insediamento al di fuori delle concessioni e lo chiamò Fredericksburg, in onore di uno dei membri dell’Adelsverein, il principe Federico di Prussia. La concessione terriera si trovava nel territorio degli indiani comanche e per colonizzarla Meusebach dovette dapprima negoziare un trattato tra la compagnia degli immigrati tedeschi e il Penateka comanche.

### Trattato Meusebach–Comanche
Un accordo separato venne sottoscritto coi membri della Società dei Quaranta di Darmstadt.
Nel 1853, per i molti debiti contratti, l’Adelsverein pose fine alla campagna di colonizzazione in Texas.

## Società dei Quaranta di Darmstadt
Il conte Castell negoziò con la Società dei Quaranta di Darmstadt Society la colonizzazione da parte di 200 famiglie dell'area della Concessione Fisher–Miller, nel territorio del Texas. In cambio avrebbero ricevuto 12.000 dollari, viveri, equipaggiamenti e provviste per un anno. Dopo il primo anno, i coloni dovevano essere ormai in grado di autosostenersi. I coloni si stabilirono presso Castell, Leiningen, Bettina, Schoenburg e Meerholz nella Contea di Llano; Darmstädler Farm nella Contea di Comal e Tusculum nella Contea di Kendall. Di tutte queste colonie, solo Castell sopravvisse. Le colonie dopo un anno ancora non riuscivano a sostenersi da sole sia per conflitti con le autorità sia per l'uso delle strutture. Alcuni membri si orientarono verso altri insediamenti della medesima società, mentre altri si spostarono altrove o fecero ritorno in Germania.

## Insediamenti in Texas

### Colonie della concessione Fisher–Miller
Alcuni insediamenti erano parte della concessione Fisher–Miller.
- Bettina, Contea di Llano
- Castell, Contea di Llano
- Leningen, Contea di Llano
- Meerholz, Contea di Llano
- Schoenburg, Contea di Llano

### Altrove
- Fredericksburg, 1851Fredericksburg, Contea di Gillespie

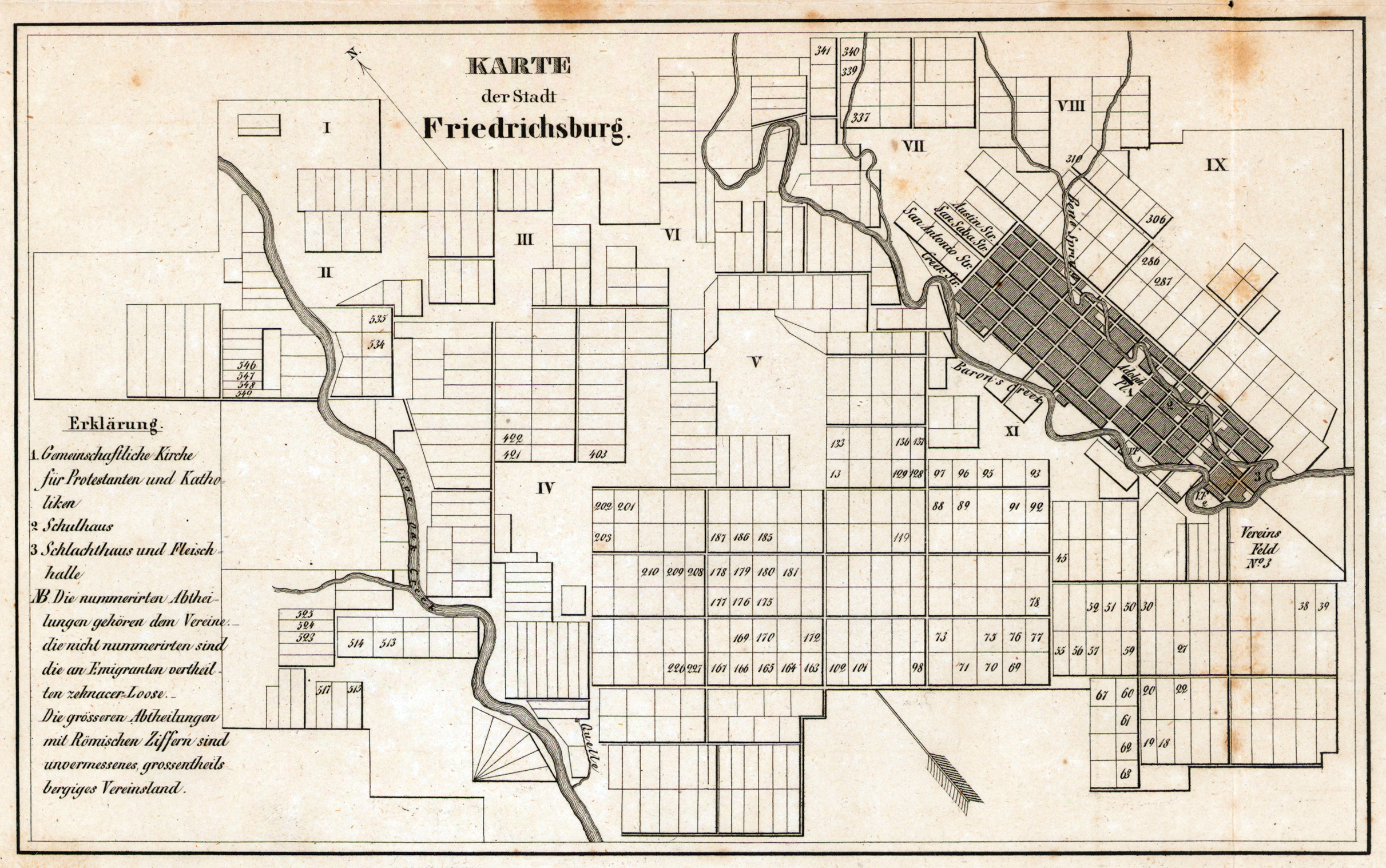
Fredericksburg, 1851

- Nassau Plantation, Contea di Fayette
- New Braunfels, Contea di Comal
- Sisterdale, Contea di Kendall
- Tusculum, Contea di Kendall
- Gruene, Contea di Comal
- New Ulm, Contea di Austin
- Schertz, Texas

## Membri

### Membri fondatori
Fonte:
- Duca Adolfo di Nassau
- Duca Bernardo II di Sassonia-Meiningen
- Duca Ernesto II di Sassonia-Coburgo-Gotha
- Principe Federico di Prussia
- Principe Federico Günther di Schwarzburg-Rudolstadt
- Principe Carlo di Leiningen
- Principe Ermanno di Wied
- Principe Ferdinando di Solms-Braunfels
- Principe Franz von Colloredo-Mansfeld
- Principe Otto Victor von Schoenberg-Waldenburg
- Principe Carlo di Solms-Braunfels
- Principe Alessandro di Solms-Braunfels
- Conte Christian von Alt-Leiningen-Westerburg
- Conte Viktor August of Leiningen-Westerburg-Alt-Leiningen
- Conte Carl Frederick Christian of Castell-Castell
- Conte Carl von Isenburg-Meerholz
- Conte Edmund von Hatzfeld
- Conte Carl William von Inn und Knyphausen-Lutelsberg
- Conte Armand von Rennesse
- Conte Carl von Castell
- Conte Paul Scirnay

### Figure chiave
- Duca Adolfo di Nassau, protettore
- Principe Carlo di Leiningen[18]  – Presidente
- Conte Carl Frederick Christian von Castell-Castell[19] – Vicepresidente, direttore esecutivo[20]
- Count Viktor August of Leiningen-Westerburg-Alt-Leiningen[21][22] – Co-founder[20]
- Conte Ludwig Joseph von Boos-Waldeck[23] – cofondatore
- Barone August von Bibra[24] – Direttore generale
- Gustav Dresel[25] – Agente di commercio
- Philip Cappes – Special Commissioner[26]
- Principe Carlo di Solms-Braunfels – Primo commissario generale
- John O. Meusebach – Secondo commissario generale
- Hermann Spiess[27] – Terzo commissario generale